# Unterwegs mit Mum
Unterwegs mit Mum (Originaltitel: The Guilt Trip) ist eine US-amerikanische Filmkomödie aus dem Jahr 2012.

## Handlung
Joyce Brewster kümmert sich etwas zu sehr um ihren erwachsenen Sohn Andrew. Sie ruft ihn oft an, gibt ihm permanent Ratschläge und prahlt mit ihm vor ihren Freundinnen. Als alleinerziehende Mutter ist sie stolz auf den studierten Chemiker, der gerade Abnehmer für sein selbstentwickeltes Reinigungsprodukt sucht. Nur klappt das nicht wirklich. Andrews Verkaufspräsentationen wirken unbeholfen, sind langweilig und zu wissenschaftlich. Niemand scheint wirklich Interesse an seinem Reinigungsmittel zu haben. Nach jedem gescheiterten Gespräch muss er seine Enttäuschung verbergen, wobei ihm seine Mutter mit ständigen telefonischen Sprachnachrichten gehörig auf die Nerven geht.
Doch so sehr sie ihn auch stört, erkennt er doch, dass er nach dem Tod seines Vaters alles ist, was ihr blieb. Sie liebt ihn und erzählt ihm auch, woher er seinen Namen hat: Sie durfte einst ihre große Liebe, Andrew Margolis, einen Versicherungsvertreter, nicht heiraten, nahm stattdessen einen anderen zum Mann und gab aber ihrem Sohn den Namen ihrer großen Liebe Andrew.
Da sie seit dem Tod ihres Mannes immer alleinstehend war, beschließt Andrew nun seiner Mutter zuliebe über seinen Schatten zu springen und ihr etwas Gutes zu tun. Er nimmt sie mit auf eine Verkaufsreise durchs Land, nachdem er herausgefunden hat, dass Andrew Margolis sich in San Francisco aufhält, wo er ihn aufsuchen will.
Doch schon mit der Abreise stellt er fest, dass dies wohl keine so gute Idee war, denn schon nach den ersten Kilometern werden seine Nerven erneut von seiner Mutter strapaziert. Ihr Verhalten ist aufdringlich, er schämt sich für sie, und nachdem mehrere Verkaufsgespräche scheitern, muss Andrew sich von Joyce auch noch Verkaufsratschläge geben lassen. Als Wissenschaftler will er sich ja nicht beraten lassen, geschweige denn hören, dass seine Präsentation zu sachlich, kompliziert und langweilig sei.
Dieses Schema zieht sich durch die weitere Reise, über Tennessee, wo ein Schneesturm sie zu einem Notstopp zwingt, und endet vorläufig bei Costco in Texas. Dort begleitet Joyce ihren Sohn ungeplanterweise zu einem Verkaufsgespräch, bei dem ihre Vorschläge von dem Costco-Mitarbeiter positiv aufgenommen, die Ideen Andrews aber abgelehnt werden. Verletzt und überrumpelt brüllt er den Mitarbeiter an, womit auch dieses Verkaufsgespräch gescheitert ist. Seine Mutter herrscht er anschließend im Hotel an, sie solle endlich Ruhe geben, worauf sie sich tief verletzt in eine Bar begibt. Geplagt von Schuldgefühlen folgt er ihr, und als er sie wieder aufs Hotelzimmer bringen will, kommt es einem Streit mit betrunkenen Gästen, bei dem Andrew niedergeschlagen wird.
Am nächsten Morgen will er sich mit ihr versöhnen. Er erzählt ihr von der bislang erfolglosen Vermarktung seines fantastischen Produkts, in das er sein gesamtes Geld investiert hat, und beichtet ihr, sich als Versager zu fühlen. Jetzt will Joyce ihren Sohn bei der Realisierung seines Traums unterstützen. Bei einem Wettessen gewinnt sie dank der Tipps eines neu gewonnenen Verehrers ein Preisgeld von 100 US-Dollar, wodurch die Reise nach Las Vegas weitergehen kann. Doch auch dort scheint die Misserfolgsserie weiterzugehen, da Andrews Präsentation immer noch zu wissenschaftlich und langweilig ist. Doch dann erinnert er sich an den Ratschlag seiner Mutter, eine menschliche Komponente in die Präsentation zu integrieren. Zum Beweis, das gesündeste aller Putzmittel entwickelt zu haben, trinkt er ein halbes Glas davon, und die Präsentation wird ein Riesenerfolg.
Schließlich fahren beide nach San Francisco, um Andrew Margolis aufzusuchen. Doch dieser ist bereits fünf Jahre zuvor verstorben und sie treffen nur noch seinen Sohn an. Der kann die Frage, ob sein Vater je über seine Liebe zu Joyce gesprochen hat, nur verneinen. Enttäuscht darüber, dass sie ihrer großen Liebe wohl nie wirklich etwas bedeutet hat, will Joyce wieder abreisen. Doch dann erscheint die Schwester des Sohnes, und als diese sich als Joyce vorstellt, erkennt Andrews Mutter, dass auch Margolis sie nicht vergessen konnte und in Erinnerung an sie seine Tochter nach ihr benannt hat, so wie sie es mit ihrem Sohn tat.

## Kritiken
Das Echo in den englischsprachigen Medien war sehr durchwachsen. Basierend auf der Auswertung von 127 Kritiken weist Rotten Tomatoes eine Positivquote von lediglich 37 Prozent aus.
Das „gutgeschriebene Drehbuch“ biete nicht „gerade viel Geschichte“. Und obwohl dieses bisschen Handlung „nicht immer vorhersehbar“ sei, meinte der renommierte Filmkritiker James Berardinelli, sei einfach noch zu „vieles vertraut“. Der Film würde das Genre des Roadmovies nicht neu erfinden und sich in den gegebenen Grenzen bewegen. Da beide Hauptdarsteller allerdings „glaubwürdig in ihren jeweiligen Rollen“ seien und die Chemie stimme, könne man vereinzelt „kichern und auch ab und zu lachen“.
„Im Gegensatz zu dem, was der Titel vermuten lässt“, meinte Stephen Holden von der New York Times, handele es sich nicht um eine „satirische Farce über herrschsüchtige Mütter und entmannte Söhne“. Nach einem „blassen Drehbuch“ sei vielmehr eine „liebenswürdigen Mutter-Sohn-Straßen-Odyssee“ als „mild lustige Wohlfühl-Liebesgeschichte“ inszeniert worden.
Das Lexikon des internationalen Films meinte: „Nicht jede US-Komödie braucht ein erstklassiges Buch, manchmal reicht allein die Chemie und Spielfreude der Hauptdarsteller, um für eine Filmlänge charmant zu unterhalten.“

## Hintergrund
Drehbuchautor Dan Fogelman schrieb das Drehbuch anhand einer wirklich erlebten zweiwöchigen Reise mit seiner Mutter, die ihn von New Jersey nach Las Vegas führte. Seine Mutter verstarb allerdings noch vor Produktionsbeginn. Das Drehbuch selbst ging 2009 in Produktion, damals noch unter dem Titel My Mother’s Curse. Ab Mitte 2010 standen bereits Fletcher als Regisseurin und Rogen und Streisand als Hauptdarsteller fest. Ursprünglich sollte der Film am 30. März 2012 in die Kinos kommen. Im Februar 2012 wurde der Film schließlich mit einer Erstveröffentlichung zum 2. November 2012 in The Guilt Trip umbenannt. Am 19. Dezember kam er dann schließlich zeitgleich in Kanada und den USA in die Kinos. Bis zu seinem Kinostart am 18. April 2013 in Deutschland hatte der Film weltweit etwas mehr als 40 Millionen an den Kinokassen eingespielt.
Die Produktionsfirma Paramount Pictures war von der Darstellerleistung Streisands so überzeugt, dass sie aus Versehen einen Trailer zu dem Film veröffentlichte, in dem sie als Golden-Globe-Nominierte aufgeführt wird. Stattdessen erhielt sie nur zwei Monate später eine Nominierung als Schlechteste Schauspielerin für die Goldene Himbeere.